# GCK Lions
GCK Lions är en schweizisk ishockeyklubb från Küsnacht. Klubben spelar sedan 1993 i Nationalliga B och fungerar som farmarklubb till ZSC Lions. Klubbnamnet GCK kommer från Grasshopper Club Zürich (GCZ) och SC Küsnacht (SCK) som slog ihop sina ishockeysektioner år 2000. 
GCZ spelade i Nationalliga A fram till 1945, från 1946 till 1957 och från 1963 till 1968. Säsongen 1965-1966 blev Grasshoppers schweiziska mästare för första gången, vilket är klubbens största framgång hittills.

## Meriter
- Schweiziska mästare: 1966